# 김포 문수산성
김포 문수산성(金浦 文殊山城)은 대한민국 경기도 김포시에 위치한 산성이다. 이 산성은 숙종 8년(1682)에 강화유수가 강화지역을 보호하기 위해 축성하여 12년이 지난 숙종 20년(1694) 축성을 끝냈다. 조선 말기 병인양요 때 프랑스군과 치열한 격전을 치른 곳으로 유명하다. 순조 12년(1812)에 고쳐 쌓았다.

## 개요
1694년(숙종 20년)에 축성된 문수산성은 강화 갑곶진(甲串鎭)과 더불어 강화해협을 지키는 요새이다. 명칭은 신라 혜공왕 때 정해진 것으로 알려져 있다. 또한 산성은 1964년 8월 29일 사적 제139호로 지정되었다. 면적은 20만 3511m2이고, 둘레는 약 2.4km이다. 강화의 갑곶진(甲串鎭)을 마주보고 있는 문수산(文殊山)의 험준한 줄기에서 해안지대를 연결한 성으로, 현재 해안쪽의 성벽과 문루(門樓)는 없어지고 산등성이를 연결한 성곽만 남아 있다. 1694년(숙종 20) 구축한 것으로 1866년 병인양요 때에 외세의 침략에 맞서 격전을 치렀던 곳 중 하나였다.

## 전해오는 이야기
1866년(고종 3)에 병인양요가 일어나 프랑스함대가 강화성을 함락시켰다. 그리고 서울로 진격하는 길을 확보하려고 육전대를 투입해 문수산성을 공격해 왔다. 그러나 김포출신의 한성근이 이끄는 수비군에게 격퇴를 당하였다.
1871년에 신미양요가 일어나 미국함대가 강화해협을 거슬러 올라와 광성진전투(廣城津戰鬪)가 벌어졌다. 그런데 강화 쪽의 광성보(廣城堡)·덕진진(德津鎭)과 함께 이곳 덕포진(德浦鎭 : 지금의 대곶면)에서 일제히 포격을 가해 그들을 격퇴시켰다.
그 뒤 미국함대는 인천방면으로 후퇴해 전열을 가다듬은 뒤 다시 북상해 해병대가 초지진(草芝鎭) 등을 함락시켰다. 이 두 양요를 겪은 뒤 1874년에는 덕포진에 안항동포대(鴈行洞砲臺)를 축조하였다.

## 같이 보기
- 병인양요(한성근)
- 문수산
- 신미양요

## 참고 자료
- 김포 문수산성 - 국가유산청 국가유산포털